# Monti Kolyvanskij
I monti Kolyvanskij  (in russo Колыванский хребет?) sono una catena montuosa nella parte nord-occidentale dei monti Altaj, nella Siberia meridionale. La catena si snoda nei rajon Zmeinogorskij, Kur'inskij e Krasnoščëkovskij del Territorio dell'Altaj, in Russia.

## Geografia
Il crinale della catena è basso (dai 600 agli 800 metri) con picchi sopra i mille metri. La vetta maggiore è il monte Sinjucha (1206 m; 1210 sulle mappe). La lunghezza della catena montuosa è di circa 100 km.
Le montagne sono composte da granito, ardesia, lava e tufo. Ci sono depositi di diaspro, quarzite e porfiriti.
Le pendici orientali della cresta sono ricoperte da foreste di abete rosso, meno frequentemente di pini; a ovest da prati arbustivi e steppe erbose. A sud-est dei Kolyvanskij, inizia la catena dei Tigireckij.